# Vrtine
Vrtine (en serbe cyrillique : Вртине) est un village de Serbie situé dans la municipalité de Raška, district de Raška. Au recensement de 2011, il comptait 95 habitants.

## Démographie
| 1948 | 1953 | 1961 | 1971 | 1981 | 1991 | 2002 | 2011 |
| ---- | ---- | ---- | ---- | ---- | ---- | ---- | ---- |
| 262  | 272  | 256  | 201  | 170  | 126  | 117  | 95   |

|  |